# صحنه آهنگری
صحنه آهنگری (به انگلیسی: Blacksmith Scene) فیلمی ۳۴ ثانیه‌ای به کارگردانی ویلیام کندی دیکسن با بازی چارلز کیسر محصول کشور ایالات متحده آمریکا است. «بازیگران» در این فیلم نامشان بلک اسمیت نیست و سندانی که نشان داده می‌شود هم سندانی نه در کارگاه بلک اسمیت، که در استودیوی ادیسون است. در این مستند بسیار اولیه هم پرسش اصالت وجود دارد، اما حقه کوچک فیلمسازان چیز خیلی مهمی نیست.